# Wind Point (Wisconsin)
Wind Point es una villa ubicada en el condado de Racine en el estado estadounidense de Wisconsin. En el Censo de 2010 tenía una población de 1.723 habitantes y una densidad poblacional de 467,83 personas por km².

## Geografía
Wind Point se encuentra ubicada en las coordenadas 42°46′50″N 87°46′18″O / 42.78056, -87.77167. Según la Oficina del Censo de los Estados Unidos, Wind Point tiene una superficie total de 3.68 km², de la cual 3.24 km² corresponden a tierra firme y (11.95%) 0.44 km² es agua.

## Demografía
Según el censo de 2010, había 1.723 personas residiendo en Wind Point. La densidad de población era de 467,83 hab./km². De los 1.723 habitantes, Wind Point estaba compuesto por el 95.71% blancos, el 0.75% eran afroamericanos, el 0.12% eran amerindios, el 2.26% eran asiáticos, el 0% eran isleños del Pacífico, el 0.46% eran de otras razas y el 0.7% pertenecían a dos o más razas. Del total de la población el 2.32% eran hispanos o latinos de cualquier raza.